# 助推理论
助推理論（英語：Nudge）是行為經濟學、決策制定、行為政策、社會心理學、消費者行為和相關行為科學中的一個概念，它提出決策環境的適應性設計（選擇架構）作為影響行為和決策制定的方法團體或個人。助推與其他實現合規的方式形成對比，例如教育、立法或執法。
與經濟人模型相反，該理論假設了一個更現實的人觀：人們並不總是能夠做出最好的決定。實驗經濟學研究還表明，人們在許多情況下的行為與理性效用最大化理論所預測的不同。Richard Thaler 和 Cass Sunstein 認為，這可以通過“助推”來改變。例如，自助餐廳將水果和蔬菜放在與眼睛平齊的位置以增加消費量，或者在煙盒上加上警示標示以減少消費量。
該概念在 2008 年由行為 Richard Thaler 和 Cass Sunstein 所合著之專書 Nudge: Improving Decisions About Health, Wealth, and Happiness 得到普及。它影響了英國和美國的政界，以及世界各地存在國家層面（英國、德國、日本等）和國際層面（如世界銀行、聯合國和歐盟委員會）的多個推動單位。 “助推理論”是行為經濟學的最新發展，還是僅僅是行為分析科學中研究的影響行為的眾多方法之一的新術語，存在爭議。
關於助推的有效與否存在一些爭議。 Maier 等表示，在糾正了 Mertens 等人發現的發表偏倚後，沒有證據表明助推會產生任何影響。 然而，助推是指代許多技術的總稱，助推的懷疑論者還認為，有些助推（例如默認效果）有時可能非常有效，而有些助推即使有效果也可能微乎其微，因此呼籲未來的工作將不再研究平均效果，而是專注於調節因素。 此外，對英國和美國超過 2300 萬人的助推單位進行的所有未發表助推研究的薈萃分析發現支持許多助推，但效果遠弱於已發表研究中發現的效果。 此外，一些研究人員批評了“一勞永逸”的方法，並提倡更多地研究和實施個性化助推（基於個體差異），這似乎更有效，具有更強大和一致的證據基礎。
助推越來越多地用於以環境保護為導向的消費者政策，以促進有助於資源永續使用的消費者行為。

## 定義
1995 年之前，James Wilk 在控制論（英語：cybernetics）中首次提出了「助推」這一術語和相關原則，並被學者 DJ Stewart 描述為“助推的藝術”（有時稱為「微助推」，英語：micronudges）。 它還借鑒了臨床心理治療的方法論影響，這些影響可以追溯到 Gregory Bateson，包括 Milton Erickson、Watzlawick、Weakland 和 Fisch 以及 Bill O'Hanlon 的貢獻。 在這個變體中，輕推是一個朝向特定人群的精準投放設計，無論預期干預的規模如何。
2008 年，Richard Thaler 和 Cass Sunstein 的著作 Nudge: Improving Decisions About Health, Wealth, and Happiness 使助推理論脫穎而出。 作者將無脅迫行為的影響稱為「自由意志—家長主義」（英語：Libertarian paternalism）作風，將影響者稱為「選擇建築師」。

Thaler 和 Sunstein 將他們的概念定義如下：:6
一個輕推（英語：nudge），正如我們將使用的術語，是選擇架構（英語：Choice architecture）的任何方面，它以可預測的方式改變人們的行為，而不禁止任何選擇或顯著改變他們的經濟誘因。在純粹的助推中，干預必須是可以被輕易閃避的。推動不是強制性的。把水果放在眼睛的高度算作輕推。禁止垃圾食品則非。
在這種形式中，借鑒行為經濟學，更普遍地應用輕推以影響行為。

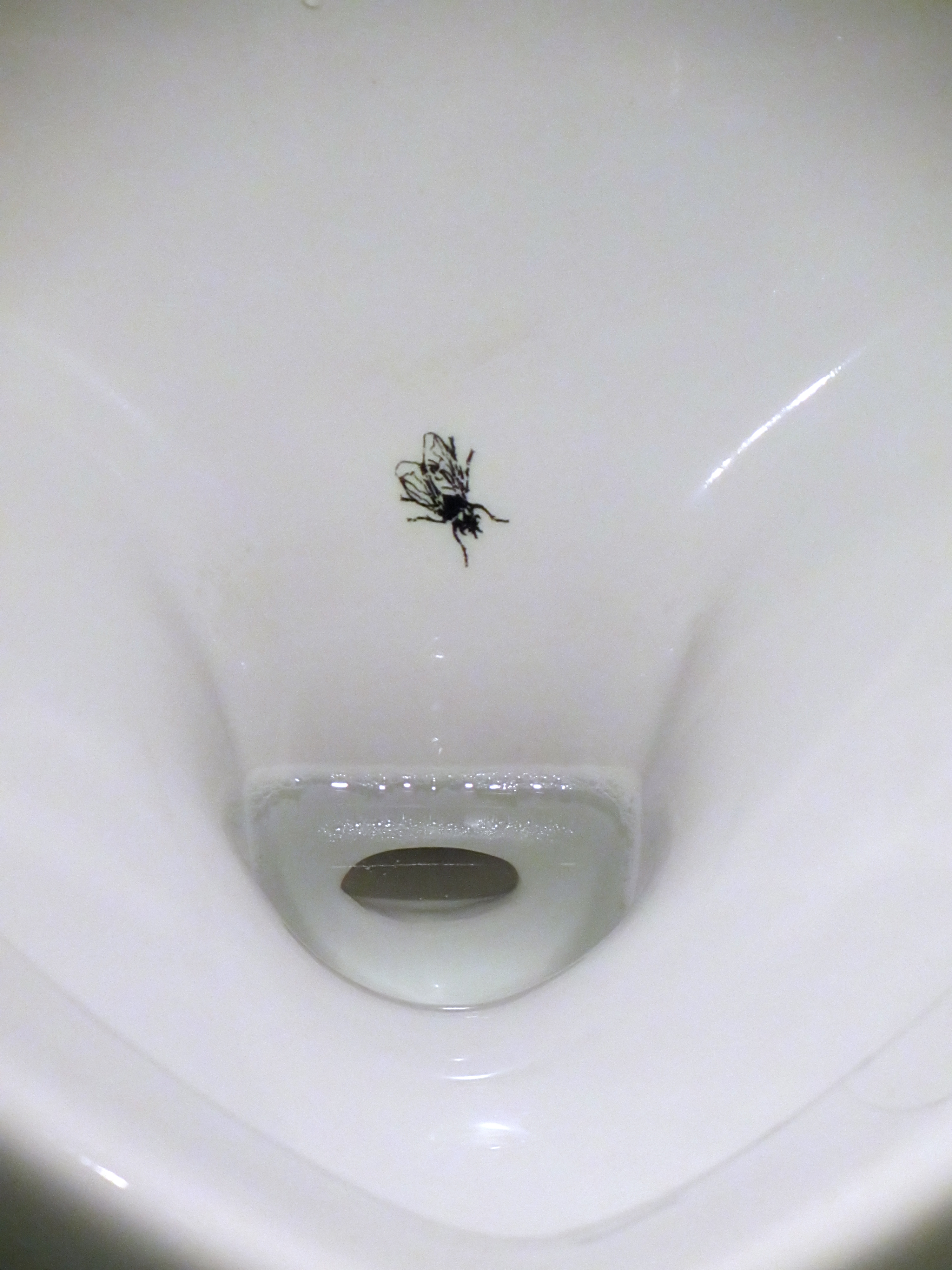
小便器底部的蒼蠅圖像已被證明可以改善「瞄準」，從而降低清潔成本。

最常被引用的助推例子之一是在阿姆斯特丹史基浦機場的男廁小便器上蝕刻一隻家蠅的圖像，目的是“改善瞄準”。
該書還在美國和英國政界、私營部門和公共衛生領域獲得許多追隨者。

## 概述
助推使個人更有可能做出特定選擇或以特定方式行事，方法是改變環境，從而觸發自動認知過程以支持期望的結果。
一個人的行為並不總是與他們的意圖一致（這種差異被稱為價值行動差距，英語：Value-action gap）。 眾所周知，人類不是完全理性的存在；也就是說，人們經常會做一些不符合他們自身利益的事情，即使他們知道他們的行為不符合他們的最大利益。 例如，當飢餓時，節食的人往往高估了自己減肥的能力，他們健康飲食的意圖會暫時減弱，直到他們吃飽為止。
丹尼爾·卡尼曼描述了兩種截然不同的信息處理系統，以解釋為什麼人們有時會違背自身利益行事：系統一快速、自動且極易受環境影響；系統二的處理速度緩慢、需要反思，並且會考慮明確的目標和意圖。 當情況對於個人的認知能力來說過於複雜或不堪重負時，或者當個人面臨時間限制或其他壓力時，系統一處理接管決策制定。 系統一處理依賴於各種判斷啟發式方法來做出決策，從而做出更快的決策。 不幸的是，這也可能導致次優決策。事實上，Thaler 和 Sunstein 將適應不良行為追溯到系統一處理覆蓋個人明確價值觀和目標的情況。 有據可查的是，在不破壞觸發該行為的環境線索的情況下，習慣性行為會抵抗改變。
助推技術旨在使用判斷啟發式方法來為創建選擇集的一方帶來好處。換句話說，推動改變了環境，因此當使用啟發式或系統一決策時，最終的選擇將是最積極或最期望的結果。 這種推動的一個例子是改變商店中垃圾食品的擺放位置，將水果和其他健康食品放在收銀台旁邊，而將垃圾食品轉移到商店的另一部分。

## 類型
助推是環境中的微小變化，易於實施且成本低廉。 存在幾種不同的助推技術，包括默認效應（英語：Default effect）、社會證明（英語：Social proof）啟發式方法以及增加所欲選項的顯著性。
默認效應是指個人在什麼都不做的情況下自動接收選項。如果特定選項是默認選項，人們更有可能選擇該選項。 例如，Pichert 和 Katsikopoulos 發現，當可再生能源作為默認選項提供時，更多的消費者選擇了電力的可再生能源選項。
社會證明啟發法是指個人傾向於觀察他人的行為以幫助指導自己的行為。研究發現，在使用社會證明啟發法來推動個人做出更健康的食物選擇方面取得了一些成功。
當一個人的注意力被吸引到一個特定的選項上時，該選項對個人來說將變得更加突出，他們將更有可能選擇該選項。例如，在商店中，把水果和健康零食選擇放在收銀台旁，將會有更多消費者選擇購買它們。從那時起，其他類似的研究就結賬櫃檯附近的健康食品選擇及其對顧客消費行為的影響進行了其他類似研究，現在這被認為是一種有效且廣為接受的助推措施。

## 倫理原則
根據 Richard Thaler，有三項倫理原則提示：
- 助推必須完全公開，且不得誤導
- 盡可能降低拒絕助推之成本
- 必須有充分理由可以證明該做法服務於大眾福祉

## 應用

### 醫療保健
最近，助推理論也以不同的方式被用於幫助醫療保健專業人員在許多領域做出更深思熟慮的決定。例如，輕推已被用作改善醫護人員手部衛生的一種方式，以減少醫療相關感染的數量。 它也被用作使液體管理成為重症監護室更深思熟慮的決定的一種方式，目的是減少眾所周知的液體超負荷並發症。

### 募款
助推理論也可以應用於籌款，幫助增加捐助者的捐款，增加同一個人的持續捐款，以及吸引新的捐助者捐贈。
將助推理論應用於該領域時，可以使用一些簡單的策略。 第一個策略是讓捐贈變得容易：創建默認設置，自動註冊捐贈者以持續捐贈或提示他們經常捐贈，以鼓勵個人繼續捐贈。增加捐贈者的第二個策略是讓捐贈更具吸引力，這可以包括通過獎勵、個性化信息或關注他們的興趣來增加一個人捐贈的動機。個性化信息、小型感謝禮物、以及展示個人捐贈對他人的影響，已被證明在增加捐贈時更有效。 另一個有助於增加捐助者的策略是利用社會影響力，因為人們很容易受到群體規範的影響。 通過讓捐贈者對公眾可見並提高他們的可識別性，其他人將更傾向於捐贈，因為他們符合周圍的社會規範。 已證明使用同儕效應（英語：Peer effects）可以增加捐贈。 最後，時機很重要：許多研究表明，在某些特定時間，個人更有可能給予，例如在假期期間。
儘管許多助推理論對增加捐贈和捐助者有用，但許多學者質疑將此類技術用於人群的倫理學。 Ruehle 等人指出在為籌款活動設計微調時，必須始終考慮個人的自主權。他們指出，消息傳遞和潛在的侵入性提示背後的其他人的力量可能會引起關注，並可能被視為對捐贈者自主權的操縱。

### 旅遊業
在以享受為中心的環境中，例如旅遊，研究人員提出的一個問題是態度、意圖和行為之間的差距，因為遊客尋求快樂。 然而，旅遊業中的幾項經驗證據表明，助推理論在減輕遊客活動對環境造成的負擔方面非常有效。 例如，遊客消費更多對環境負責任的商品，選擇有助於環境資源永續使用的設施，在酒店住宿期間重複使用毛巾和床單，增加他們減少能源消耗的意圖，增加採用遊客的自願碳抵消（英語：Carbon offset）和許多其他例子。

## 批判
關於助推有任何影響的證據被批評為“有限”，因此 Mertens 等人。進行了全面的薈萃分析。他們發現助推是有效的，但存在適度的發表偏倚。後來 Maier 等人計算得出，在適當糾正這種發表偏差後，沒有證據表明助推會產生任何影響。
Tammy Boyce 表示：“我們需要擺脫短期的、出於政治動機的舉措，例如‘助推人們’的想法，這些想法沒有任何好的證據，也不會幫助人們做出長期的行為改變。” 同樣，Mols 等人承認助推有時可能有用，但認為隱蔽的助推為確保持久的行為改變提供的範圍有限。
對該概念有各種形式的哲學批評。一方面，Thaler 和 Sunstein 對該術語的不明確和不一致的使用在概念層面上受到了批評，因此這種方法無法與其他形式的行為控制進行足夠明確的區分。 另一方面，助推的整體社會後果在規範層面受到批評。批評者說，助推很難與公共機構的基本民主原則相協調，部分原因是助推沒有提供任何行動理由。 在民主國家很難對該類作法採取法律行動，這與明確禁止行動形成鮮明對比。 在倫理學和哲學中，助推和自由意志主義家長式作風引起了激烈的爭論。 “軟”家長制尊重個人自主權這一說法的合理性也受到質疑。 倫理學家對助推理論進行了激烈的辯論。 例如，Wilkinson 指控助推具有操縱性，而 Yeung 等其他人則質疑其科學可信度。
關於助推之道德的公眾輿論也被證明容易受到黨派認同影響。 David Tannenbaum、Craig R. Fox 和 Todd Rogers 發現，美國的成年人和政策制定者認為，當行為政策與他們自己的政治傾向保持一致時，他們會認為更加合乎道德。相反，當政治認同不同時，人們認為這些相同的機制更加不道德。研究人員還發現，助推在本質上並不具有黨派傾向：在評估沒有政治暗示的行為政策時，不同政治派別的人們在評估中是相似的。
一些人，例如 Hausman 和 Welch 以及 Roberts 已探討是否應以分配正義為由允許助推。儘管 Roberts 認為助推對弱勢群體、低收入個人的益處不如弱勢群體多，但一些實證研究表明，助推最有利於低收入和低社會經濟地位人群，如果有的話可以增加分配正義。 Lepenies 和 Malecka 質疑助推是否符合法治。 同樣，法律學者也討論了助推和法律的作用。
從經濟學的角度來看，有批評指出助推方法的規範基礎不明確，因為永遠無法確定哪種影響符合決策被操縱的個人的實際利益。 在可持續性研究中，助推作為一種環境政策工具的有效性受到質疑，Thaler 的方法和對它的批評都被批評為不夠複雜。 從方法論的角度來看，Allcott 和 Kessler 認為該理論聚焦於其（無可爭議的）好處，但沒有實際地評估相關成本。 Bob Sugden 等行為經濟學家指出，助推的基本規範基準仍然是「經濟人」，儘管支持者聲稱相反。
有人指出，助推也是社會工程學中心理操縱的委婉說法。

## 與基本權利的關係
助推有時會以部分不合理的方式干預基本權利，並因而違憲。 若助推不尊重一個自決的、知情的個人的自由選擇時，則可能會透過設定憲法層面之限制處理有關問題。

## 也可以看看
- 認知偏誤列表
- 心理史學 (阿西莫夫)
- 《快思慢想》
- 框架 (社會科學)

## 外部連結

### 延伸閱讀
- 自由市場和政府管制的第三條路：從Cass Sunstein的「推力」談起 （页面存档备份，存于）
- 「推力」政策工具的倫理省思 （页面存档备份，存于）
- 如何推動好政策？—先從「設計」(design)「選擇架構(Choice architecture)」開始！ （页面存档备份，存于）